# ياشار كارايل
ياشار كارايَلْ (بالتركية: Yaşar Karayel)‏, (ولد: 1 مارس 1950, ناحية «آلاكوشاك» التابعة لقضاء «طومارزا» في قيصرية، تركيا) سياسي تركي. ونائب حالي وسابق في البرلمان التركي لأكثر من دورة ممثلا عن حزب العدالة والتنمية.